# Innokientij Uwaczan
Innokientij Pietrowicz Uwaczan (ros. Иннокентий Петрович Увачан, ur. 2 października 1919 we wsi Angkaczo w rejonie katangskim w obwodzie irkuckim, zm. 14 grudnia 1943 na Ukrainie) – radziecki wojskowy, czerwonoarmista, Bohater Związku Radzieckiego (1944).

## Życiorys
Był Ewenkiem. Skończył szkołę podstawową, od 1934 mieszkał z rodzicami we wsi Ust-Ilimpija w Ewenkijskim Okręgu Narodowym, gdzie został sekretarzem, później przewodniczącym rady koczowniczej, następnie instruktorem okręgowego komitetu wykonawczego. W 1942 został powołany do Armii Czerwonej, od grudnia 1942 walczył w wojnie z Niemcami jako szeregowy oddziału łączności 276 gwardyjskiego pułku piechoty 92 Gwardyjskiej Dywizji Piechoty 37 Armii na Froncie Stalingradzkim, Woroneskim i Stepowym. W nocy na 30 września 1943 przeprawił się przez Dniepr k. wsi Uspienka w rejonie onufrijiwskim i ustanowił łączność telefoniczną dowództwa z terenem. 3 października 1943 wraz z grupą żołnierzy przedostał się do dwóch okrążonych batalionów i nawiązał z nimi łączność, a podczas powrotu zajął pobliskie wzgórze, następnie utrzymywał je do nadejścia posiłków, okazując istotną pomoc ogniową we wspieraniu desantowców w terenie; otrzymał za to (22 lutego 1944) tytuł Bohatera Związku Radzieckiego i Order Lenina. Wcześniej jednak zginął w jednej z walk na Ukrainie. Jego imieniem nazwano ulice w miejscowościach Tura, Bajkit, Wanawara i Jerbogaczen.